# Sankt Stefan ob Leoben
Sankt Stefan ob Leoben ist eine Gemeinde mit 1816 Einwohnern (Stand 1. Jänner 2025) in der Steiermark (Gerichtsbezirk bzw. Bezirk Leoben).

## Geografie

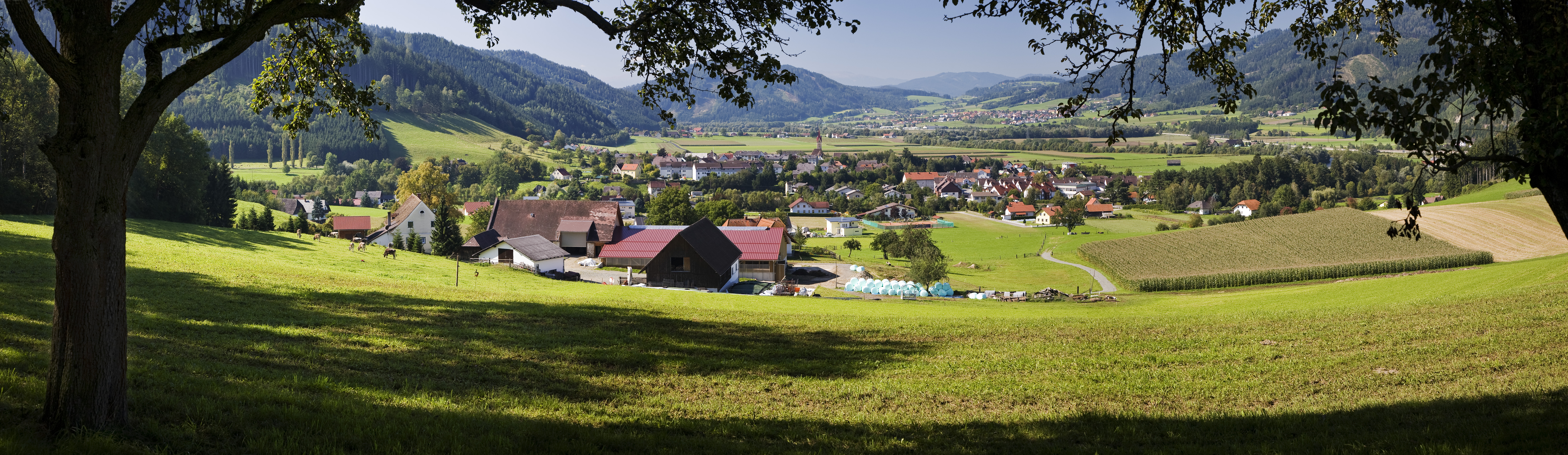
Blick vom Kamsberg auf St. Stefan ob Leoben

Sankt Stefan liegt im Murtal ca. 15 km westlich der Bezirkshauptstadt Leoben im geografischen Mittelpunkt der Steiermark.

### Gemeindegliederung
Das Gemeindegebiet umfasst folgende neun Ortschaften:
- Kaisersberg
- Lichtensteinerberg
- Lobming
- Niederdorf
- Sankt Stefan ob Leoben
- Zmöllach
- Preßnitz
- Greith
- Chromwerk

Die Lobming ist ein Seitental des Murtals und ein Ortsteil von Stefan ob Leoben. Unterteilt wird die Lobming in Vor- und Hinterlobming. In der Hinterlobming befindet sich eine romanische Kirche, die für Hochzeiten und Taufen benutzt wird. Die Gemeinde besteht aus den fünf Katastralgemeinden St. Stefan, Lobming, Lichtensteinerberg, Niederdorf und Kaisersberg.

### Nachbargemeinden
| Kammern im Liesingtal                        | Traboch              | Sankt Michael in Obersteiermark |
| Kraubath an der Mur                          |                      |                                 |
| Sankt Lorenzen bei Knittelfeld (Bez. Murtal) | Rachau (Bez. Murtal) | Übelbach (Bez. Graz-Umgebung)   |

## Geschichte
Seine Entstehung hat der Ort einer Brücke über die Mur (genannt Brücke zum Hl. Stefan) zu verdanken. Diese war der einzige Übergang zwischen Knittelfeld und Leoben.
Um 860 n. Chr. werden in Schenkungsurkunden Gehöfte im heutigen Gemeindegebiet genannt und 927 findet sich die Ortsbezeichnung Lobminichamundi (Lobmingmündung).
1105 wird eine Kapelle vom Grafen Waldo von Rein errichtet, 1122 kommt das Testament von Herzog Heinrich III. von Kärnten zum Tragen, in dem dieser den steyrischen Otakaren u. a. das obere Murtal bis … hintz Sanct Stephandes prukke … vermacht. 1155 kommt der Name Goggendorf iuxta pontem Sancti Stephani (‚Dorf des Gogo [Name eines bayrischen Grundherrn] bei der Stephansbrücke‘) vor. Der Name St. Stefan hält sich auch in der Zeit der slawischen Besiedelung: St. Stephanus Chrowat (Chrowat noch im Namen des Nachbarortes Kraubath erhalten).
Im 13. Jahrhundert finden wir die Grafen von Pfannberg als landesfürstliche Lehensnehmer der Herrschaft; um 1240 wird mit dem Burgbau in Chaysersperch (Burg Kaisersberg) begonnen.
Um 1581 wird ein Alaunwerk „ob Kaisersberg“ erwähnt, 1629 der Beginn des Kupfererzabbaues in Lobming und 1755 den Beginn des Grafitbergbaues in Kaisersberg (Grafit wurde damals „Wasserblei“ genannt).
1776 wird eine Schule im Ort gegründet und 1787 erhält die Pfarrkirche ihre heutige Gestalt. Bis 1793 war die Burg besiedelt, dann begann der Burgherr Graf Breuner, sie abzutragen. Gleichzeitig wurde am Fuße des Burgberges das Neuschloss errichtet.
Im Jahre 1809 wird die Burg in den Franzosenkriegen (Gefecht bei Sankt Michael, dem Nachbarort) gänzlich zerstört.
Seine größte Bergbaubedeutung erhält der Ort durch Toneisenfunde am Lichtensteinerberg und dem dazugehörigen Schmelzwerk in der Vorlobming. Hier hat auch Josef Ressel, der Erfinder der Schiffsschraube, 1828 den Röhrenkessel für sein Versuchsschiff „Civetta“ bauen lassen. Dieser Kessel brachte durch das Schmelzen eines Kupferrohres bei der Probefahrt Ressels Schiffsschraube in Misskredit und diese bedeutende Erfindung wurde in Österreich zur Seite gelegt.
1848 wird St. Stefan eine selbstständige Gemeinde in den heutigen Gemeindegrenzen und erhält 1860 Anschluss an die Südbahn. 1862 kauft Baron Mayr-Melnhof den Grafitbergbau, das Eisenwerk Lobming und den Chromerzbergbau in Chromwerk. Er baut den Grafitbergbau aus, schließt aber die Betriebe in Lobming und Chromwerk. Später wird im Chromwerkgraben noch einmal mit Bergbau begonnen. Man findet Magnesit, baut dieses aber nur kurzzeitig ab.
1886 wird das damalige Schulhaus adaptiert und 1904 erhält Lobming eine eigene Schule, die erst 1969 aufgelöst wurde.
1934 wurde die Triester Bundesstraße ausgebaut, in den Jahren 1938/39 wurde dann eine direkte Straßenverbindung von der Bundesstraße nach St. Stefan durch den Neubau der Murbrücke geschaffen. Diese wurde durch ein Hochwasser zerstört und im darauffolgenden Jahr nochmals neu errichtet. Im Zweiten Weltkrieg blieb der Ort von Schäden verschont, nach dem Krieg waren Russen und Briten kurz als Besatzer im Ort.
1967 wurde nach 99-jährigem Bestand die ÖBB-Haltestelle in Preßnitz aufgelassen. Die neue Umfahrungsstraße über die Eisenbahn wurde 1970 gebaut. 1975 wurde das neue Amtsgebäude am Dorfplatz eröffnet und 1976 die neue Volksschule. In den Jahren 1978/79 wurde der Pfarrhof umgestaltet und im Jahre 1987 die Renovierung der Pfarrkirche und der Außenanlage abgeschlossen.
Mit 1. Jänner 1981 wurde der Ortsteil Greith in das Gemeindegebiet eingegliedert. Das Kanalnetz der Ortschaften Preßnitz und Kaisersberg wurde in den Jahren 1985 bis 1987 neu angelegt und im Juni 1988 wurde der Straßenknoten der Murtal Schnellstraße S 36 dem Verkehr übergeben.
Am 12. Juni 1992 wurde die neue Murbrücke eröffnet und mit 1. Oktober 1992 der Gendarmerieposten geschlossen. Am 23. Mai 1992 wurde das neue Feuerwehrhaus der Freiwilligen Feuerwehr St. Stefan eingeweiht, am 22. November 1995 wurde der neu gestaltete Kindergarten in Betrieb genommen und am 15. September 1996 wurde das Musikheim übergeben. Im Zuge der Umgestaltung der Streckenführung wurden in Preßnitz und Kaisersberg die Schrankenanlagen der Bahn abgetragen und durch die ÖBB Straßenunterführungen nach Preßnitz und in den Windischbachgraben gebaut. Die Eröffnung fand am 24. Juli 1998 statt. Das Feuerwehrhaus der Freiwilligen Feuerwehr Kaisersberg wurde vergrößert und modernisiert und im August 1999 durch Pfarrer Machata feierlich eingeweiht.
Die Gemeinde ist eine eigene Pfarre mit der Filialkirche Lobming. Für den Freizeitbereich bieten der Sport- und Tennisverein sowie zahlreiche Interessensvereine ihre Dienste an.

## Kultur und Sehenswürdigkeiten

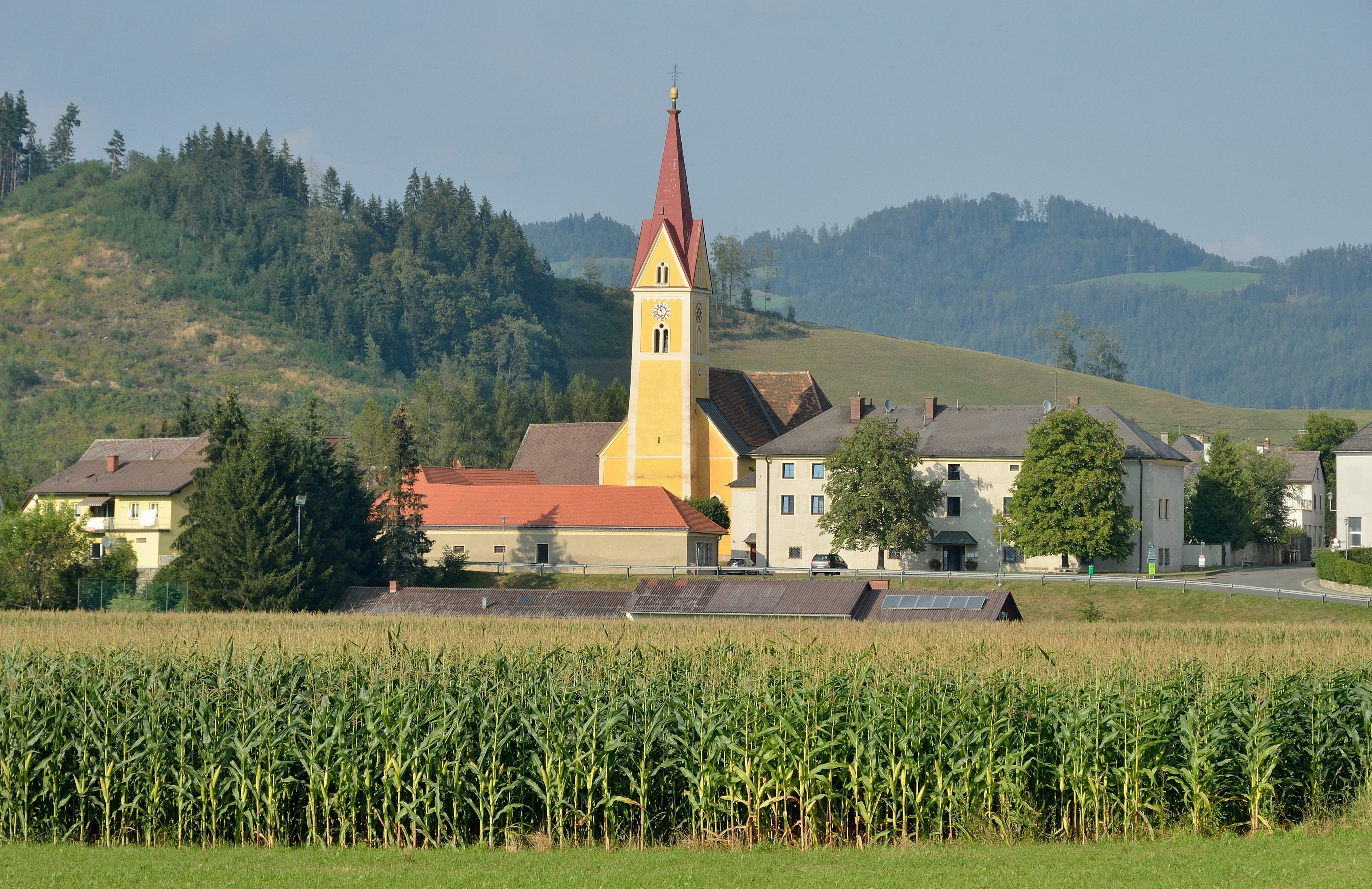
Pfarrkirche St. Stefan ob Leoben

- Katholische Pfarrkirche St. Stefan ob Leoben

## Wirtschaft und Infrastruktur
In der Vorlobming befindet sich ein Steinbruch, in dem Steinmaterial für die Auskleidung von Hochöfen auf der ganzen Welt (Schamotte) abgebaut wird.

### Wirtschaftssektoren
Die folgende Tabelle zeigt die Entwicklung der Anzahl der Betriebe und der Beschäftigten in den Wirtschaftssektoren:
| Wirtschaftssektor            | Anzahl Betriebe | Anzahl Betriebe | Anzahl Betriebe | Erwerbstätige | Erwerbstätige | Erwerbstätige |
| Wirtschaftssektor            | 2021            | 2011            | 2001            | 2021          | 2011          | 2001          |
| ---------------------------- | --------------- | --------------- | --------------- | ------------- | ------------- | ------------- |
| Land- und Forstwirtschaft 1) | 38              | 61              | 60              | 46            | 39            | 46            |
| Produktion                   | 14              | 16              | 13              | 90            | 100           | 87            |
| Dienstleistung               | 59              | 60              | 44              | 195           | 183           | 135           |

1) Betriebe mit Fläche in den Jahren 2010 und 1999, Arbeitsstätten im Jahr 2021

### Verkehr
- Eisenbahn: Durch das Gemeindegebiet verläuft die Rudolfsbahn. Die nächsten Bahnhöfe sind Kraubath, St, Michael und Leoben. Von diesen gibt es stündliche Schnellbahnerbindungen.[6]
- Straße: Die wichtigste Straßenverbindung ist die Murtal Schnellstraße S36.
- Rad: Durch das Murtal verläuft der Murradweg R2.[7]

## Politik

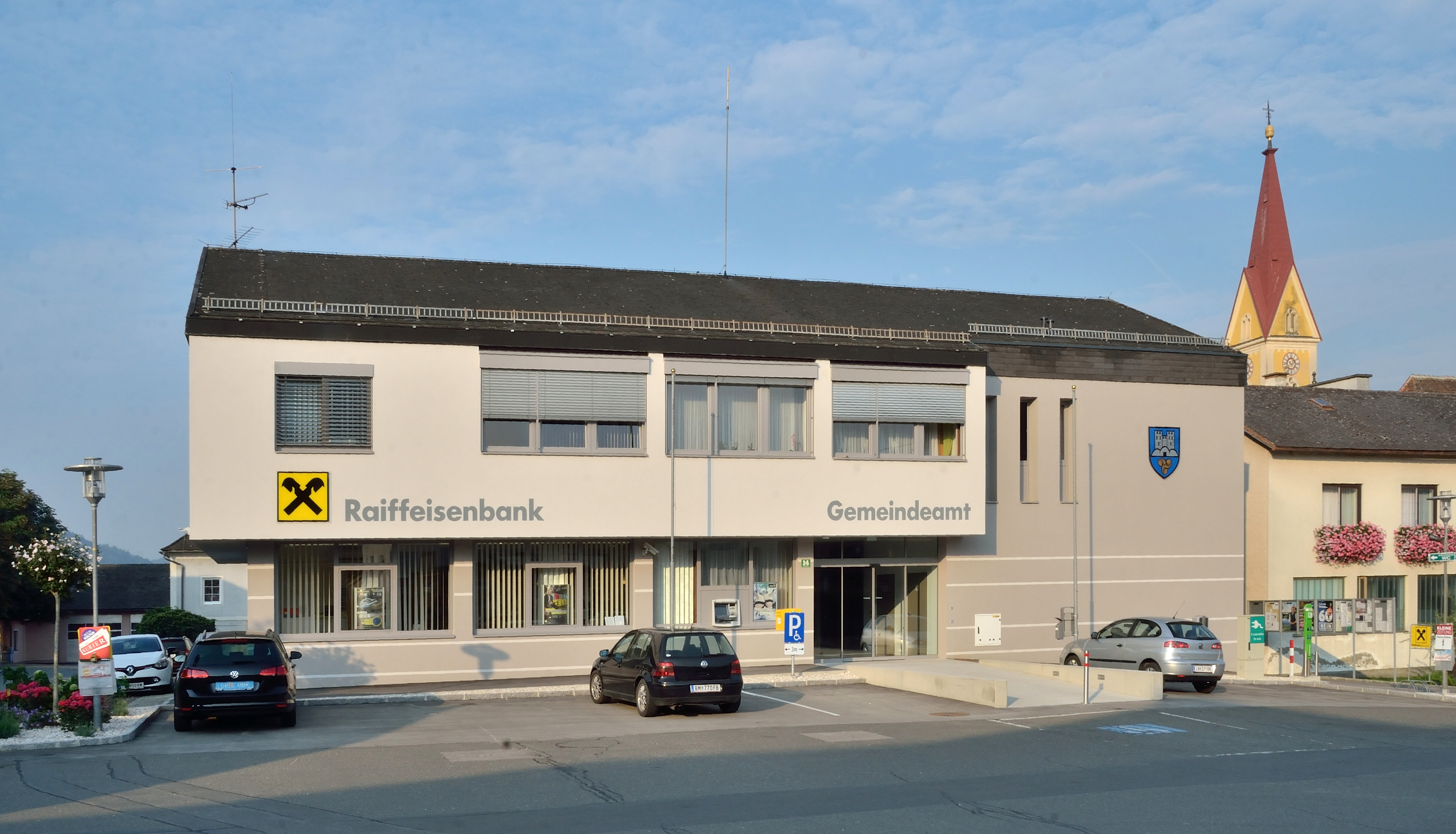
Das Gemeindeamt in St. Stefan

Der Gemeinderat hat 15 Sitze und verteilt sich seit der Wahl 2020 mit: ÖVP 3, SPÖ 11, KPÖ 1.

### Bürgermeister
- Ronald Schlager (SPÖ) seit 2012

### Wappen
Das Wappen enthält:
„Auf blauem Grund eine silberne Burg, die auf einem silbernen Dreiberg mit Mundloch steht. Im unteren Teil des Wappenschildes befindet sich eine goldene Schiffsschraube.“
Die silberne Burg ist Kaisersberg, der Berg mit Mundloch steht für die 3 Bergbaugebiete: Chromwerk, Kaisersberg (Graphit), Lobming (Schamotte). Die Schiffsschraube ehrt deren Erfinder, den k. u. k. Marine-Ing. Josef Ressel, der 1828 den Röhrenkessel für sein Versuchsschiff Civetta im Eisenschmelzwerk in der Vorlobming bauen ließ.
Im Jahre 1971 hat die steiermärkischen Landesregierung der Gemeinde das Gemeindewappen verliehen.

### Partnergemeinden
Partnergemeinde ist Enese in Ungarn.

### Regionalpolitik
Sankt Stefan gehört zur LEADER-Region Steirische Eisenstraße und zu der Regionext-Kleinregion Murtal um Leoben.

## Persönlichkeiten

### Ehrenbürger
- Medard Edelsbrunner († 1970), Priester[11]

### Söhne und Töchter der Gemeinde
- Anna Werchota (1853–1932), Mundartdichterin und Beamtin
- Jakob Ahrer (1888–1962), Politiker der CS

### Mit der Gemeinde verbundene Persönlichkeiten
- Franz Pühringer (1906–1977), Kulturjournalist, Lyriker und Dramatiker
- Claus Schedl (1914–1986), Theologe und Ordenspriester
- Harald Laurich (1920–1995), Lehrer, Volksschuldirektor und Politiker (SPÖ); wirkte hier von 1948 bis 1952 als Volksschullehrer und war von 1950 bis 1952 Vizebürgermeister der Gemeinde